# 경성크리처
《경성크리처》(영어: Gyeongseong Creature)는 넷플릭스에서 2023년 12월 22일부터 방영된 대한민국의 공포, 역사 드라마이다. 강은경이 극본을 쓰고 정동윤, 노영섭 감독이 연출하였으며, 박서준, 한소희, 김해숙 등이 출연한다. 1945년 일본군이 경성(서울의 옛 이름)을 점령한 시기를 배경으로, 이 이야기는 남녀가 비밀 생물학 실험을 하게 되고, 이에 맞서는 반란군들과 인간 실험으로 만들어진 괴물 생물체를 대상으로 일본군이 민간인들에게 가하는 잔혹성을 묘사한다. 두 번째 시즌은 2024년에 개봉될 예정이다.

## 기획의도
시대의 어둠이 가장 짙었던 1945년 봄, 생존이 전부였던 두 청춘이 탐욕 위에 탄생한 괴물과 맞서는 이야기

## 제작진

### 제작사
- 스튜디오드래곤
- 바람픽쳐스
- 카카오엔터테인먼트

### 배급사
- 플러스엠엔터테인먼트

### 연출
- 정동윤 : ( SBS 월화 미니시리즈 《피고인》(공동연출), SBS 드라마스페셜 《수상한 파트너》(공동연출), SBS 4부작 미니시리즈 《EXIT》(연출), SBS 토요 특별기획 드라마 《운명과 분노》(연출), SBS 금토 미니시리즈 《스토브리그》(연출) 등 연출 )

### 극본
- 강은경 : ( KBS 2TV 드라마 시티 《은비령》(집필), SBS 월화 드라마 《백야 3.98》(집필), SBS 월화 드라마 《고스트》(집필), MBC 수목 드라마 《호텔리어》(집필), SBS 주말 특별 기획 드라마 《유리 구두》(집필), MBC 수목 드라마 《좋은 사람》(집필), KBS 2TV 월화 드라마 《오! 필승 봉순영》(집필), KBS 2TV 월화 드라마 《안녕하세요 하느님》(집필), SBS 월화 드라마 《강적들》(집필), SBS 주간 드라마 《비천무》(집필), KBS 2TV 수목 드라마 《제빵왕 김탁구》(집필), KBS 2TV 수목 드라마 《영광의 재인》(집필), KBS 2TV 수목 드라마 《달자의 봄》(집필), MBC 월화 드라마 《구가의 서》(집필), KBS 2TV 주말 드라마 《가족끼리 왜 이래》(집필), SBS 월화 드라마 《낭만닥터 김사부》(집필), SBS 월화 드라마 《여우각시별》(집필), SBS 월화 드라마 《낭만닥터 김사부 2》(집필), JTBC 금토 드라마 《미스티》(크리에이터), JTBC 토일 드라마 《기상청 사람들: 사내연애 잔혹사 편》(크리에이터), SBS 금토 드라마 《지금, 헤어지는 중입니다》(크리에이터), SBS 금토 미니시리즈 《낭만닥터 김사부 3》(공동집필) 등 집필 )

## 출연

### 주요 인물
- 박서준 : 장태상 역 - 경성 최고의 전당포 금옥당의 대주
- 박서준 : 호재 역
- 한소희 : 윤채옥 역 - 토두꾼 출신 (당시 사람을 찾아내고, 추적하는 자를 만주에서는 토두꾼이라 부른다.) (아역: 김태연)
- 수현 : 마에다 유키코 역 - 이시카와의 아내

### 태상 주변 인물
- 김해숙 : 나월댁 역 - 금옥당의 집사
- 지우 : 명자 역 - 춘월관 기생, 이시카와의 애첩
- 박지환 : 구갑평 역 - 금옥당의 서기
- 옥자연 : 나영춘 역 - 월광 바의 사장
- 안지호 : 박범오 역 - 금옥당의 보조
- 이규성 : 모리 역 - 이시카와의 심복, 태상의 미행을 맡았다.
- 우정원 : 심순덕 역 - 태상의 어머니

### 채옥 주변 인물
- 조한철 : 윤중원 역 - 채옥의 아버지
- 강말금 : 최성심 역 - 윤중원의 아내이자 채옥의 어머니

### 유키코 주변 인물
- 김도현 : 이시카와 역 - 마에다 유키코의 남편, 경성 경무국 경무관

### 애국단
- 위하준 : 권준택 역 - 태상의 절친, 친일하는 집안에 대해 반감을 갖고 있다.
- 연제욱 : 이인혁 역 - 함경도 출신, 애국단 소속 독립군
- 남민우 : 희도 역 - 애국단 소속 독립군

### 옹성병원
- 최영준 : 가토 중좌 역 - 조선인들을 상대로 생체실험을 주도하고 있는 인물
- 현봉식 : 이치로 역 - 옹성병원 병원장
- 우지현 : 사치모토 류 역 - 화가, 옹성병원에서 실험체들의 그림을 그리고 있다.
- 임철수 : 오 씨 역 - 옹성병원의 청소부, 애국단 독립군 출신, 채옥과 중원의 조력자
- 김윤우 : 최영관 역 - 경성제국대학 의학부출신, 옹성병원 소속 조선인 학도병, 봉림전투 때 착출되었다
- 조재룡 : 소마 역 - 옹성병원 지하감옥의 관리장교
- 이순원 : 하네다 역 - 옹성병원 소속 상사
- 김율호 : 카즈키 역 - 옹성병원 소속 일본군 헌병, 상등병
- 이다빛나 : 간호사 역 - 옹성병원 간호사, 애국단 독립군

### 그 외 인물
- 강지우 : 송아 역 - 태상에 의해 구출된 아이
- 강태웅 : 10대 소년 역 - 태상이 인력거꾼으로 변장시켜 구출시킨 아이
- 한규원 : 헌병 상등병 역 - 옹성병원 소속 일본군 헌병

### 기타 인물
- 김선기 : 크리처 더빙 - 시즌1 1회~ 3회
- 이주미 : 크리처 더빙 - 시즌1 3회~ 4회

- 이상진 : 엿장수 역
- 윤혜성 : 포자소녀쪽 1 역
- 박혜원 : 포자소녀쪽 2 역
- 이랑서 : 조선인 1 역
- 한규원 : 헌병 상등병 1 역
- 안찬웅 : 헌병 상등병 2 역
- 김신열 : 호텔 지배인 역
- 모윤희 : 정신여고 여학생 역
- 김성동 : 할아버지 역
- 남건희 : 춤추는 조선인들 역
- 신치영 : 춤추는 조선인들 역
- 이동호 : 포로 남 역
- 박도현 : 쿠로코 역

### 특별 출연
- 정규수 : 만물상 주인 역
- 박정연 : 여자 1 역
- 남명렬 : 허 씨 역 - 경성 삼거리 양복점 주인
- 이지현 : 영관의 어머니 역 (3회에서 금옥당에 재봉틀을 맡기며 봉림전투 때 실종된 아들을 찾아줄 것을 나월댁에게 부탁하였다.)
- 임기홍 : 화교 왕씨 역
- 최광일 : 준택 아버지 역 - 경성 최고의 기업 부강상사의 사장, 주기적으로 일본군에게 자금을 대고 있다.
- 사물놀이 느닷
- 재즈뮤직 코리아

## OST

### 시즌 1

#### Part 1
| #            | 제목                         | 작사         | 작곡         | 아티스트     | 재생 시간 |
| ------------ | ---------------------------- | ------------ | ------------ | ------------ | --------- |
| 1.           | 〈Forever〉                  | About        | About, Kime  | 수호         | 3:37      |
| 2.           | 〈Time〉                     | 최정인       | 최정인       | 백아         | 3:07      |
| 3.           | 〈Time〉 (Elec. Ver.)        | 최정인       | 최정인       | Leafy        | 3:59      |
| 4.           | 〈Forever〉 (Inst.)          |              | About, Kime  |              | 3:37      |
| 5.           | 〈Time〉 (Inst.)             |              | 최정인       |              | 2:42      |
| 6.           | 〈Time〉 (Elec. Ver.; Inst.) |              | 최정인       |              | 3:59      |
| 총 재생 시간 | 총 재생 시간                 | 총 재생 시간 | 총 재생 시간 | 총 재생 시간 | 21:01     |

#### Part 2
| #            | 제목                                   | 작곡           | 재생 시간 |
| ------------ | -------------------------------------- | -------------- | --------- |
| 1.           | 〈Gyeongseong Creature Opening Title〉 | 최정인         | 1:51      |
| 2.           | 〈Gyeongseong Creature Main Theme〉    | 최정인         | 1:56      |
| 3.           | 〈Time〉 (Orchestra Ver.)              | 최정인, 김태성 | 3:16      |
| 4.           | 〈Maruta〉                             | 최정인, 김태성 | 5:52      |
| 5.           | 〈Ties〉                               | 최정인, 김태성 | 2:52      |
| 6.           | 〈Only〉                               | 옹성은         | 3:11      |
| 7.           | 〈My Fatherland〉                      | 임미현         | 5:28      |
| 8.           | 〈Keumokdang〉                         | 김연정         | 1:33      |
| 9.           | 〈Cherry Blossom〉                     | 최정인         | 2:17      |
| 10.          | 〈Mother〉                             | 최정인         | 3:19      |
| 11.          | 〈Reasoning〉                          | 임미현         | 3:02      |
| 12.          | 〈The Birth Of a Goddess〉             | 최정인         | 2:02      |
| 13.          | 〈In the Hospital〉                    | 윤채영         | 3:22      |
| 14.          | 〈Irrevocable〉                        | 최정인         | 3:47      |
| 15.          | 〈Na Jin〉                             | 최정인         | 1:41      |
| 16.          | 〈Sacrifice〉                          | 최정인         | 3:26      |
| 17.          | 〈The Shape Of Life〉                  | 최정인         | 2:36      |
| 18.          | 〈Secreats〉                           | 임미현         | 1:44      |
| 19.          | 〈Same Dream〉                         | 윤채영         | 2:46      |
| 20.          | 〈To. My Daughter〉                    | 최정인         | 2:40      |
| 총 재생 시간 | 총 재생 시간                           | 총 재생 시간   | 58:41     |

## 같이 보기
- 731부대
- 경성부
- 넷플릭스의 오리지널 프로그램 목록